# ダニエル・オートゥイユ
ダニエル・オートゥイユ（オトゥイユ）（Daniel Auteuil 発音例, 1950年1月24日 - ）は、アルジェリア・アルジェ出身のフランスを代表する男優。

## 来歴
父アンリはアヴィニョンを中心に活動するオペラのバリトン歌手。母は元合唱団員。
6歳で初舞台を踏み、その後もアヴィニョンの舞台に立つ。パリで演技を学び、舞台ではコメディ、ミュージカル、古典と幅広く出演。映画界からも注目され『ザ・カンニング [IQ=0] 』の大ヒットで人気を獲得。連作『愛と宿命の泉』でシリアス演技に挑戦し、セザール賞を受賞。以後、演技派としても認知される。
1996年の『八日目』ではカンヌ国際映画祭男優賞を、1993年の『愛を弾く女』と2005年の『隠された記憶』でヨーロッパ映画賞の男優賞を受賞している。

### プライベート
最初の妻アンヌ・ジュッセとの間に、俳優となった娘オーロル・オートゥイユをもうけた。元妻エマニュエル・ベアールとの間にも娘が一人いる。

## 出演作品
| 公開年 | 日本語題 原題                                                                | 役名                               | 備考 |
| ------ | ---------------------------------------------------------------------------- | ---------------------------------- | --- |
| 1975   | ヘルバスター L'agression                                                     | ナターシャの婚約者 ※クレジットなし | 日本劇場未公開、テレビ放映時のタイトルは『避暑地の異常な夜・犯されて…』『アグレッション・避暑地の異常な夜』 |
| 1979   | 夢追い A nou deux                                                            | 凶悪犯                             | |
| 1980   | ザ・カンニング［IQ＝0］ Les sous-doués                                       | ベベル                             | |
| 1980   | 華麗なる女銀行家 La Banquière                                                | デュクロー                         | |
| 1982   | ザ・カンニング/アルバイト情報 Les sous-doués en vacances                     | ベベル                             | |
| 1984   | ファースト・ブラッド/追悼の流儀 Les fauves                                   | クリストファー・バーガム（バーグ） | 日本劇場未公開                                                                                              |
| 1984   | アスファルト・ウォリアーズ/鮮血ストリート殺人 L'arbalète                     | ヴァンサン                         | 日本劇場未公開                                                                                              |
| 1985   | 優しく愛して Dan L'amour en douce                                            | マルク                             | |
| 1986   | 愛と宿命の泉 Part1/フロレット家のジャン Jean de Florette                     | ウゴラン・スベラン                 | セザール賞 主演男優賞 受賞 英国アカデミー賞 助演男優賞 受賞                                                 |
| 1986   | 愛と宿命の泉 Part2/泉のマノン Manon de Sources                               | ウゴラン・スベラン                 | |
| 1988   | 僕と一緒に幾日か Quelques jours avec moi                                     | マルシャル                         | |
| 1989   | ロミュアルドとジュリエット Romuald et Juliette                               | ロミュアルド                       | |
| 1992   | 愛を弾く女 Un coeur en hiver                                                 | ステファン                         | ヨーロッパ映画賞 男優賞 受賞                                                                                |
| 1993   | 私の好きな季節 Ma saison préférée                                            | アントワーヌ                       | |
| 1994   | 王妃マルゴ La Reine Margot                                                   | アンリ4世                          | |
| 1995   | フランスの女 Une femme française                                             | ルイ                               | |
| 1996   | 八日目 Le Huitième jour                                                      | アリー                             | カンヌ国際映画祭 男優賞 受賞                                                                                |
| 1996   | 夜の子供たち Les Voleurs                                                     | アレックス                         | |
| 1996   | 見憶えのある他人 Passage à l'acte                                            | アントワーヌ・リヴィエール         | |
| 1997   | 愛と復讐の騎士 Le bossu                                                      | アンリ・ド・ラガルデール           | 日本劇場未公開 JSB（WOWOW）で放映                                                                           |
| 1999   | 橋の上の娘 La Fille sur le pont                                              |                                    | セザール賞 主演男優賞 受賞                                                                                  |
| 1999   | ロスト・サン The Lost Son                                                    | クサビエ・ロンバルド               | |
| 2000   | サン・ピエールの生命 La Veuve de Saint-Pierre                                | ジャン                             | |
| 2000   | 発禁本 SADE Sade                                                             | マルキ・ド・サド                   | |
| 2001   | メルシィ!人生 Le Placard                                                     | フランソワ・ピニョン               | |
| 2001   | プロジェクトV（バイオント） 史上最悪のダム災害 Vajont - La diga del disonore | アルベリコ・ビアデーネ             | 日本劇場未公開                                                                                              |
| 2003   | レッドナイト Rencontre avec le dragon                                        | レッドナイト                       | 日本劇場未公開                                                                                              |
| 2004   | そして、デブノーの森へ Le prix du désir                                      | ダニエル                           | |
| 2004   | あるいは裏切りという名の犬 36, Quai des Orfèvres                             | レオ・ヴリンクス                   | |
| 2005   | 隠された記憶 Caché                                                           | ジョルジュ                         | ヨーロッパ映画賞 男優賞 受賞                                                                                |
| 2006   | ぼくの大切なともだち Mon meilleur ami                                        | フランソワ・コスト（美術商）       | |
| 2006   | ナポレオンの愛人 N (Io e Napoleone)                                          | ナポレオン・ボナパルト             | 日本劇場未公開                                                                                              |
| 2007   | 画家と庭師とカンパーニュ Dialogue avec mon jardinier                         | 画家（キャンバス）                 | |
| 2007   | マルセイユの決着（おとしまえ） Le deuxième souffle                           | ギュ                               | |
| 2007   | やがて復讐という名の雨 MR 73                                                 | ルイ・シュナイゼル                 | 日本劇場未公開                                                                                              |
| 2012   | 裏切りのスナイパー Le Guetteur                                               | マテイ警視                         | 日本劇場未公開                                                                                              |
| 2013   | 世界にひとつの金メダル Jappeloup                                             | セルジュ・デュラン                 | |
| 2013   | 殺意は薔薇の香り Avant l'hiver                                               | ポール                             | 日本劇場未公開、WOWOWで放映                                                                                 |
| 2016   | 修道士は沈黙する Le confessioni                                              | ダニエル・ロシェ                   | イタリア映画祭2017での上映タイトルは『告解』                                                                |
| 2018   | 家なき子 希望の歌声 Rémi sans famille                                        | ヴィタリス                         | 日本劇場公開日 2020年11月20日                                                                               |
| 2019   | ベル・エポックでもう一度 La Belle Époque                                     | ヴィクトル                         | |

## 参照
1. ↑  “作品情報”. イタリア映画祭2017.  朝日新聞. 2018年6月24日閲覧。
2. ↑  家なき子 希望の歌声（日本公式サイト）